# Tapa de pila bautismal

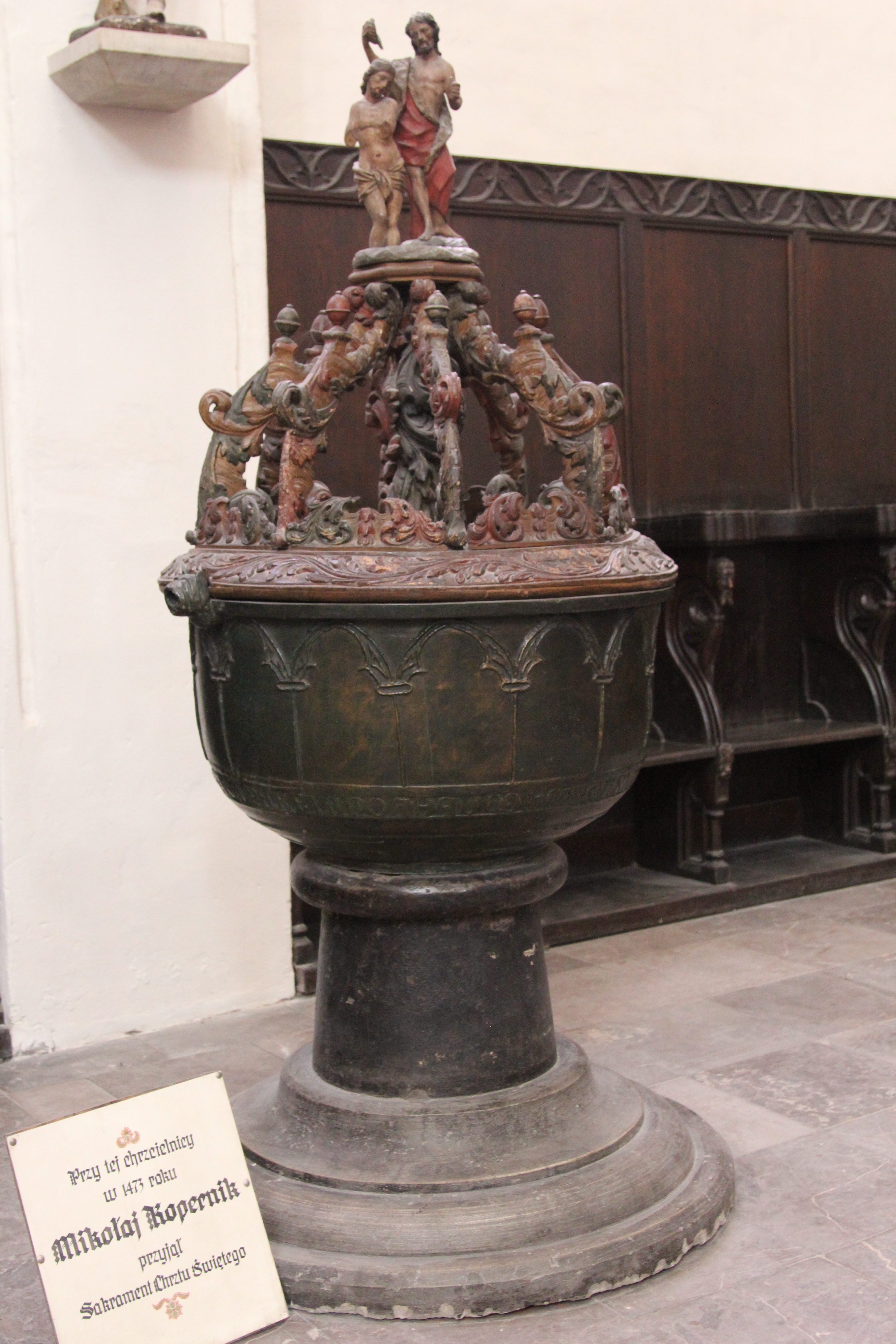
Tapa de la pila bautismal de la Catedral de Torun, Polonia.

Las tapas de pila bautismal son cubiertas o tapas que cubren típicamente las pilas bautismales de las iglesias. 

## Historia
Son frecuentes a partir del siglo XIII, en que su uso fue reglamentado por muchas legislaciones eclesiásticas, lo que indica una preocupación por la profanación, seguramente unida a creencias en la eficacia mágica de la pila y su agua. Ante ello la iglesia abogó por el uso exclusivo de las pilas para el bautismo, y propuso cubiertas cerradas con llave y con tras protecciones, como tapas ajustadas forradas de tela, y sobre ellas cubiertas exteriores. Estas cubiertas, a veces en forma de templete o cúpula, han conocido a su vez un gran desarrollo artístico.
Se regulan estas tapas, por ejemplo, en las constituciones del obispo Poore de Sarum (Salisbury, c. 1217) y de San Edmundo Rich (1236)  en Inglaterra, al igual que en los Concilios de Tours (1236), Treveris (1238), Fritzlar (1243) y Breslau (1248).
Son también conocidas tapas con partes móviles, como la restaurada para la iglesia de San Juan Bautista de Jaén, o la muy elaborada de la Catedral de Coria.

## Ejemplos

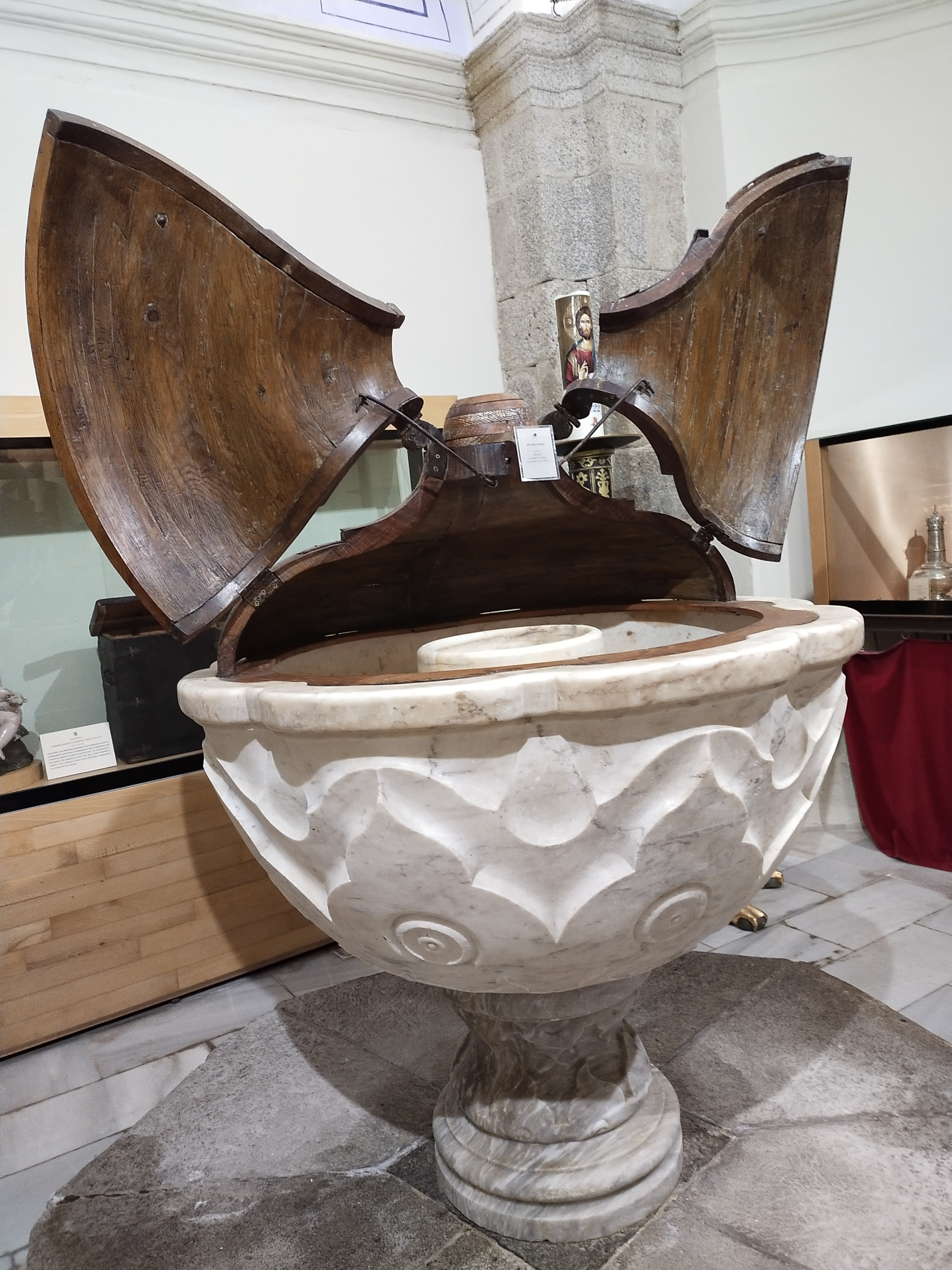
Tapa con partes móviles del baptisterio de la Catedral de Coria.
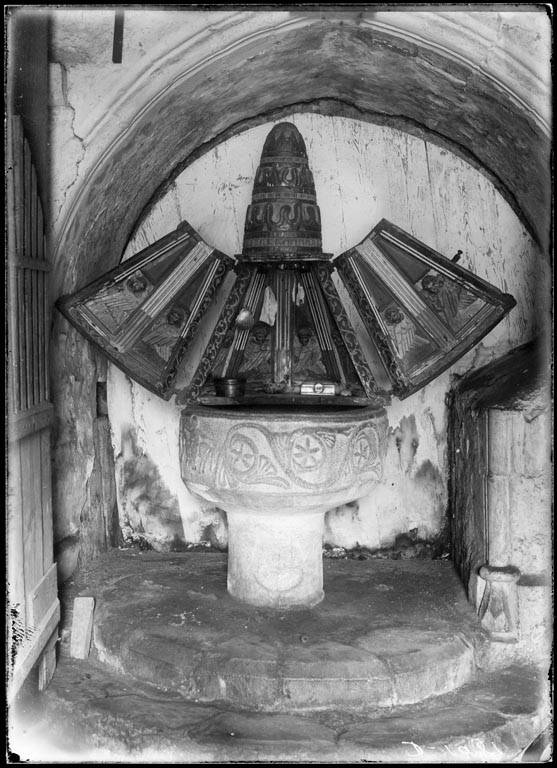
Tapa móvil y decorada, de una iglesia del Valle de Arán.
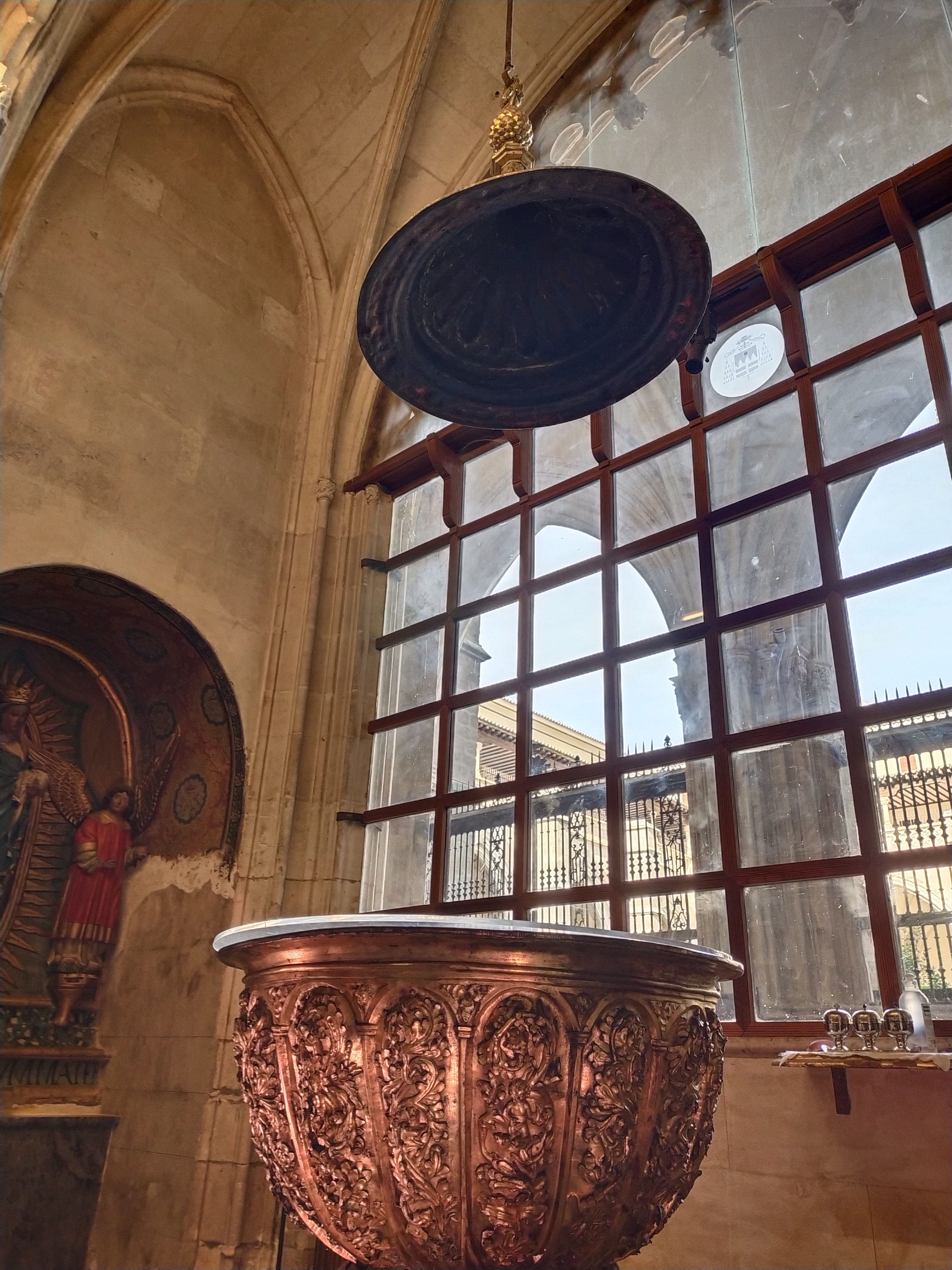
Tapa suspendida sobre la pila en la Catedral de Toledo.
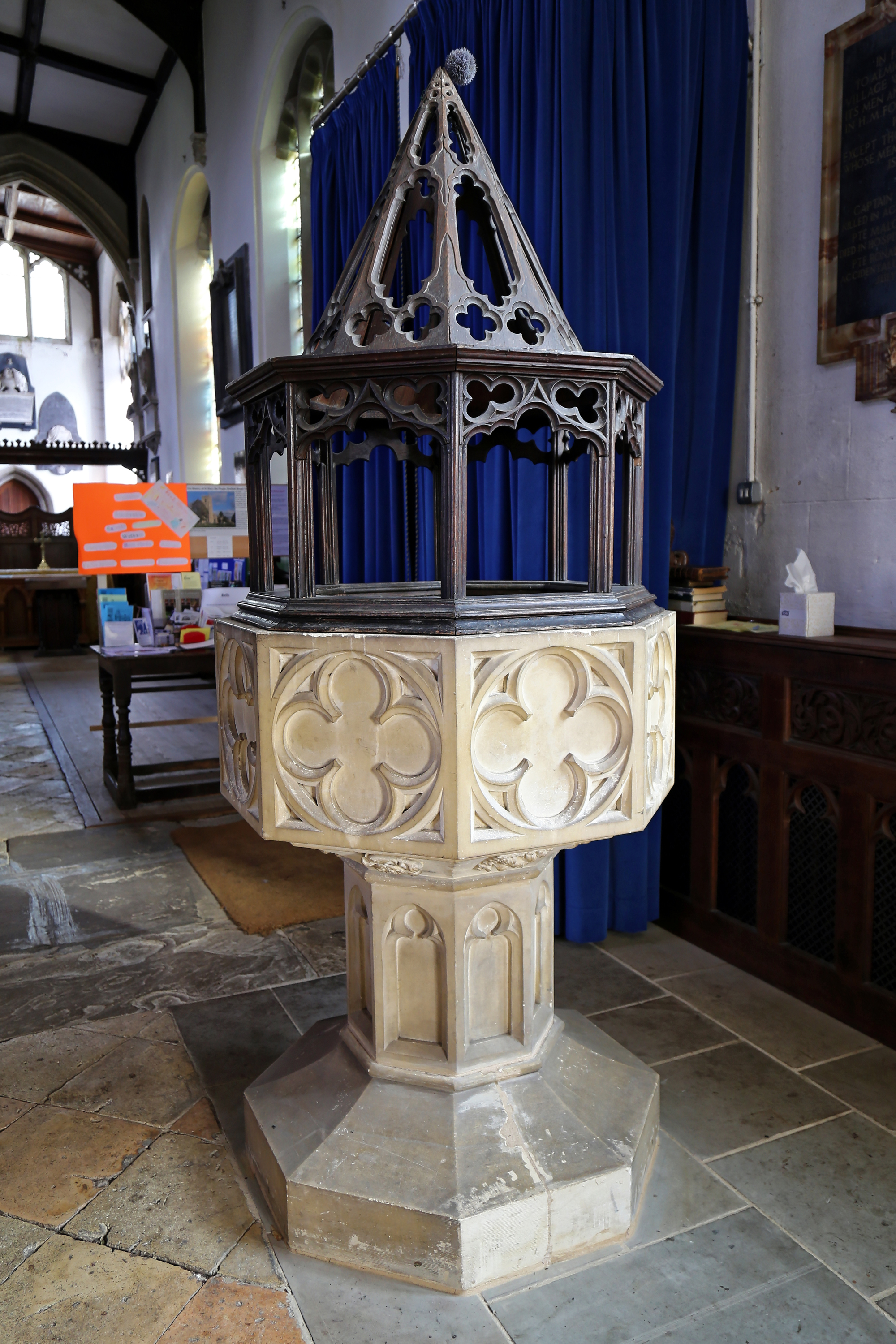
Tapa con forma de templete, de una iglesia anglicana en Essex.
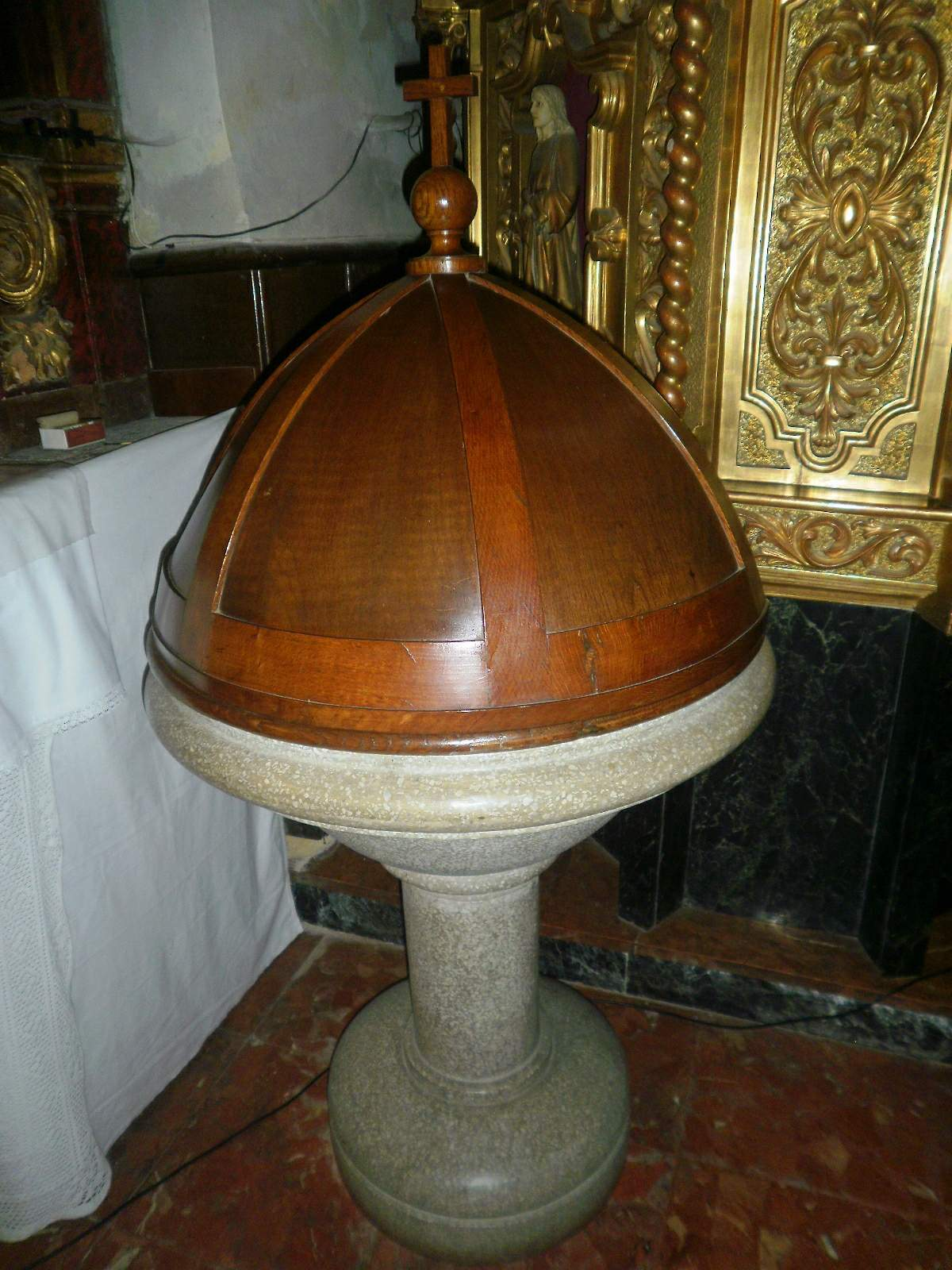
Tapa con forma de cúpula en Etxarri-Aranatz, Navarra.